# 1967-es NHL-amatőr draft
Az 1967-es NHL-amatőr draftot a kanadai Montréalban a Queen Elizabeth Hotelben tartották meg 1967. június 7-én. Ez volt az ötödik National Hockey League draft.

## A draft
|  | = NHL All-Star |  |  | = A Jégkorong Hírességek Csarnokának a tagja |

### Első kör
| #  | Játékos        | Poszt       | Nemzetiség | NHL-csapat            | Egyetem/junior/klub csapat              |
| -- | -------------- | ----------- | ---------- | --------------------- | --------------------------------------- |
| 1  | Rick Pagnutti  | Védő        | Kanada     | Los Angeles Kings     | Garson-Falconbridge Native Sons (NOJHL) |
| 2  | Steve Rexe     | Kapus       | Kanada     | Pittsburgh Penguins   | Belleville Mohawks (OHA Sr. A)          |
| 3  | Ken Hicks      | Csatár      | Kanada     | California Seals      | Brandon Wheat Kings (MJHL)              |
| 4  | Wayne Cheesman | Védő        | Kanada     | Minnesota North Stars | Whitby Dunlops (MetJHL)                 |
| 5  | Serge Bernier  | Jobb szélső | Kanada     | Philadelphia Flyers   | Sorel Black Hawks (QJHL)                |
| 6  | Bob Dickson    | Bal szélső  | Kanada     | New York Rangers      | Chatham Maroons (WOJBHL)                |
| 7  | Bob Tombari    | Bal szélső  | Kanada     | Chicago Black Hawks   | Sault Ste. Marie Greyhounds (NOJHL)     |
| 8  | Elgin McCann   | Jobb szélső | Kanada     | Montréal Canadiens    | Weyburn Red Wings (WCJHL)               |
| 9  | Ron Barkwell   | Csatár      | Kanada     | Detroit Red Wings     | Flin Flon Bombers (MJHL)                |
| 10 | Meehan Bonnar  | Jobb szélső | Kanada     | Boston Bruins         | St. Thomas Stars (WOJBHL)               |
|    |                |             |            |                       |                                         |

### Második kör
| #  | Játékos      | Poszt      | Nemzetiség                | NHL-csapat            | Egyetem/junior/klub csapat          |
| -- | ------------ | ---------- | ------------------------- | --------------------- | ----------------------------------- |
| 11 | Bob Smith    | Center     | Kanada                    | Pittsburgh Penguins   | Sault Ste. Marie Greyhounds (NOJHL) |
| 12 | Gary Wood    | Védő       | Amerikai Egyesült Államok | California Seals      | Fort Frances Royals (MJHL)          |
| 13 | Larry Mick   | Bal szélső | Kanada                    | Minnesota North Stars | Pembroke Lumber Kings (CJAHL)       |
| 14 | Al Sarault   | Védő       | Kanada                    | Philadelphia Flyers   | Pembroke Lumber Kings (CJAHL)       |
| 15 | Brian Tosh   | Védő       | Kanada                    | New York Rangers      | Smiths Falls Bears (CJAHL)          |
| 16 | Bob Kelly    | Bal szélső | Kanada                    | Toronto Maple Leafs   | Port Arthur Marrs (TBJHL)           |
| 17 | Al Karlander | Center     | Kanada                    | Detroit Red Wings     | Michigan Tech Huskies (NCAA)        |
|    |              |            |                           |                       |                                     |

### Harmadik kör
| #  | Játékos     | Poszt | Nemzetiség | NHL-csapat       | Egyetem/junior/klub csapat |
| -- | ----------- | ----- | ---------- | ---------------- | -------------------------- |
| 18 | Kevin Smith | Védő  | Kanada     | California Seals | Halifax Colonels (MVJBHL)  |
|    |             |       |            |                  |                            |